# Prasmiola unica
Prasmiola unica is een hooiwagen uit de familie Triaenonychidae.